# Indywidualne Mistrzostwa Szwecji na Żużlu 2019
Indywidualne Mistrzostwa Szwecji na Żużlu 2019 – cykl turniejów żużlowych, mających wyłonić najlepszych żużlowców szwedzkich w sezonie 2019. Tytuł wywalczył Jacob Thorssell.

## Finał
- Hallstavik, 27 lipca 2019

| Msc. | Zawodnik            | Klub                   | Pkt |             | Uwagi                        |
| ---- | ------------------- | ---------------------- | --- | ----------- | ---------------------------- |
| 1    | Jacob Thorssell     | Dackarna Målilla       | 10  | (1,2,3,2,2) | I m. w barażu, I m. w finale |
| 2    | Andreas Jonsson     | Rospiggarna Hallstavik | 13  | (2,3,3,2,3) | II m. w finale               |
| 3    | Kim Nilsson         | Masarna Avesta         | 12  | (3,0,3,3,3) | III m. w finale              |
| 4    | Linus Sundström     | Piraterna Motala       | 13  | (2,3,2,3,3) | IV m. w finale               |
| 5    | Ludvig Lindgren     | Indianerna Kumla       | 10  | (1,2,2,3,2) | II m. w barażu               |
| 6    | Victor Palovaara    | Elit Vetlanda          | 9   | (3,1,d,3,2) | III m. w barażu              |
| 7    | Pontus Aspgren      | Smederna Eskilstuna    | 9   | (3,2,1,d,3) | IV m. w barażu               |
| 8    | Joel Andersson      | Indianerna Kumla       | 9   | (2,3,1,1,2) |                              |
| 9    | Peter Ljung         | Västervik Speedway     | 8   | (w,3,2,2,1) |                              |
| 10   | Filip Hjelmland     | Elit Vetlanda          | 7   | (3,1,1,2,w) |                              |
| 11   | Tomas H. Jonasson   | Rospiggarna Hallstavik | 5   | (0,1,3,1,w) |                              |
| 12   | Daniel Henderson    | Lejonen Gislaved       | 4   | (1,2,0,0,1) |                              |
| 13   | Joel Kling          | Dackarna Målilla       | 4   | (1,1,0,1,1) |                              |
| 14   | Christoffer Selvin  | Indianerna Kumla       | 3   | (0,0,2,1,0) |                              |
| 15   | John Lindman        | Västervik Speedway     | 2   | (2,d,w,0,0) |                              |
| 16   | Rasmus Broberg      | Rospiggarna Hallstavik | 1   | (0,0,1,0,0) |                              |
|      | rez. Jesper Persson |                        | ns  |             |                              |

## Bieg po biegu
1. Aspgren, Andersson, Lindgren, Broberg
2. Nilsson, Sundström, Thorssell, Selvin
3. Hjelmland, Lindman, Henderson, Ljung (w)
4. Palovaara, Jonsson, Kling, Jonasson
5. Ljung, Aspgren, Jonasson, Nilsson
6. Sundström, Lindgren, Palovaara, Lindman (d)
7. Andersson, Henderson, Kling, Selvin
8. Jonsson, Thorssell, Hjelmland, Broberg
9. Jonsson, Sundström, Aspgren, Henderson
10. Nilsson, Lindgren, Hjelmland, Kling
11. Thorssell, Ljung, Andersson, Palovaara (d)
12. Jonasson, Selvin, Broberg, Lindman (w)
13. Palovaara, Hjelmland, Selvin, Aspgren (d)
14. Lindgren, Thorssell, Jonasson, Henderson
15. Nilsson, Jonsson, Andersson, Lindman
16. Sundström, Ljung, Kling, Broberg
17. Aspgren, Thorssell, Kling, Lindman
18. Jonsson, Lindgren, Ljung, Selvin
19. Sundström, Andersson, Hjelmland (w), Jonasson (w)
20. Nilsson, Palovaara, Henderson, Broberg
21. Baraż (miejsca 4-7, najlepszy do finału): Thorssell, Lindgren, Palovaara, Aspgren
22. Finał (miejsca 1-3 i najlepszy z barażu): Thorssell, Jonsson, Nilsson, Sundström